# Château de Kalmar
Le château de Kalmar est un château fortifié situé à Kalmar, au bord du détroit de Kalmar, dans le sud-est de la Suède.

## Historique

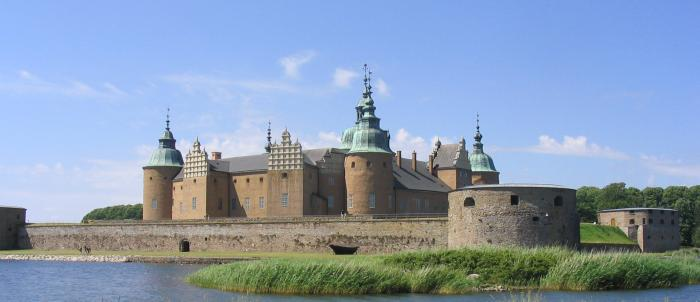
Château de Kalmar.

Ce château fut d'abord construit par le roi Magnus Ladulås. Il fut ensuite modernisé à l'époque des Vasa, par Éric XIV et son frère Jean III qui firent du château fort médiéval un palais digne d'un roi de l'époque de la Renaissance.
Ce château a joué un rôle important dans l'histoire de la Suède. Ainsi, c'est ici que fut signé, en 1397, le traité des trois royaumes scandinaves (le Danemark, la Norvège, la Suède) instaurant l'union de Kalmar sous un seul souverain : Éric de Poméranie, neveu de la reine Marguerite Ire de Danemark qui était à l'époque le souverain réel des pays scandinaves.

## Architecture: restauration du château auXIXesiècle

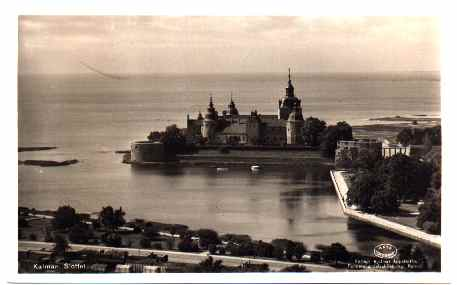
Château de Kalmar, situé sur une péninsule dans le détroit de Kalmar.

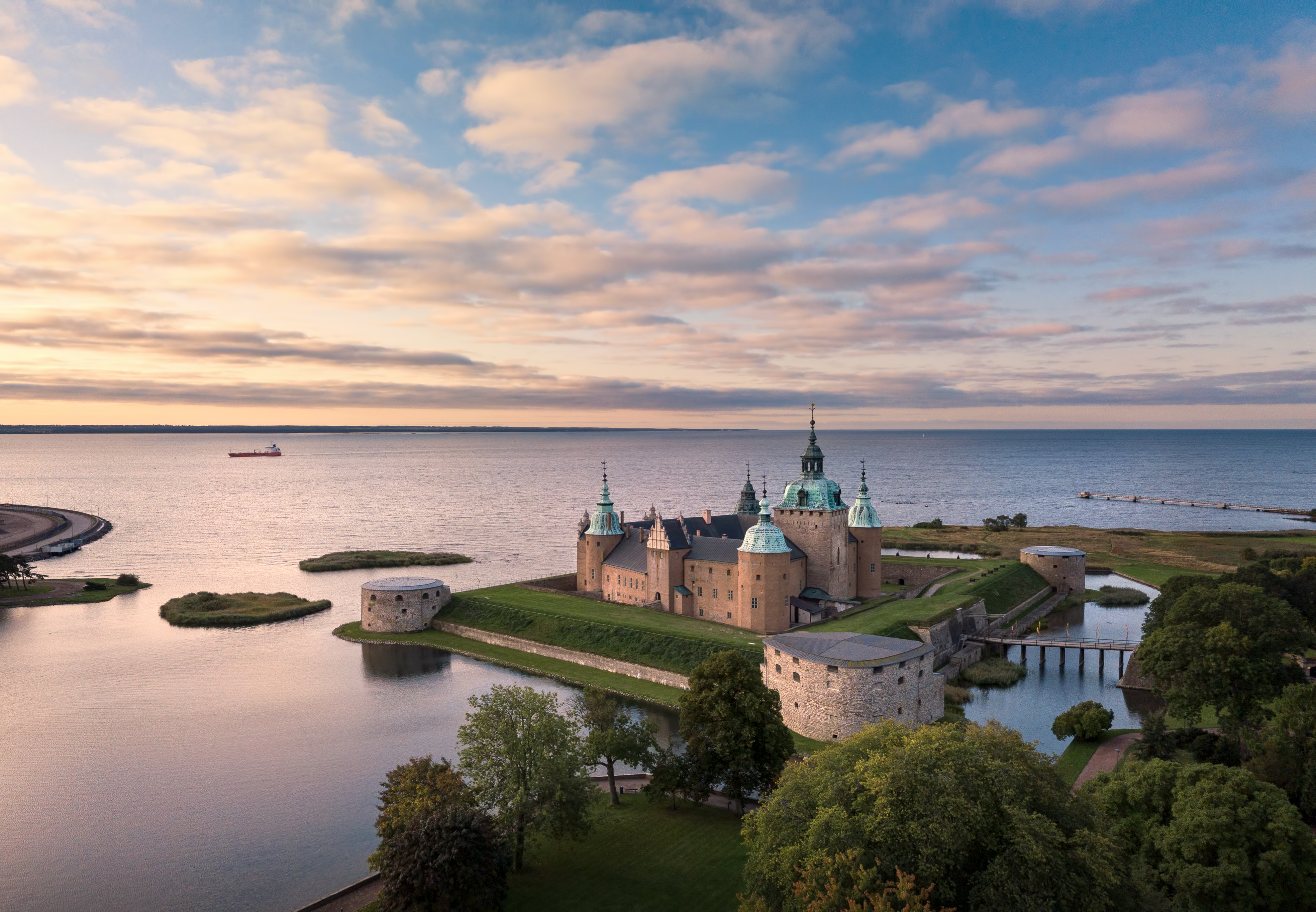
Le château de Kalmar au bord de l'eau. Septembre 2020.

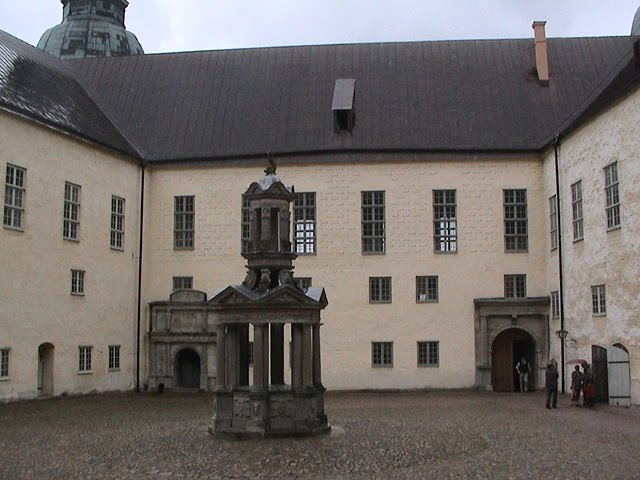
Cour du château de Kalmar

En 1856, l'architecte Fredrik Wilhelm Scholander (1816-1881) entame des travaux de restauration à Kalmar, poursuivis par son élève Helgo Zettervall (1885-1891) : ces travaux donnent au château sa silhouette actuelle. En 1919, le professeur Martin Olsson est chargé de la suite des travaux de restauration (terrassements, douves, pont et pont-levis) : en 1941, le château est à nouveau entouré par les eaux. Le château fait aujourd'hui l'objet d'une protection et est accessible au public.
- (sv) Site officiel
- Ressource relative à l'architecture :   - Structurae
- Notices dans des dictionnaires ou encyclopédies généralistes :   - Britannica
  - Nationalencyklopedin
  - Store norske leksikon
- Notices d'autorité :   - VIAF
  - Suède